# 1918年—1920年格魯吉亞—奧塞梯衝突
1918年至1920年的格鲁吉亚-奥塞梯冲突包括一系列起义，这些起义发生在现在的格鲁吉亚分离共和国南奥塞梯的奥塞梯居民区，反对外高加索民主联邦共和国，然后是孟什维克主导的民主格鲁吉亚共和国夺去了数千人的生命，并在该地区的格鲁吉亚和奥塞梯社区中留下了痛苦的回忆。

## 1919
1919 年 10 月，反孟什维克的起义在多个地区再次爆发。10月23日，罗基地区叛军宣布苏维埃政权成立，开始向茨欣瓦利推进，但遭到失败，撤退到苏军控制的捷列克地区。
1919 年还发生了一系列关于该地区地位和治理的无结果的讨论。奥塞梯人要求一定程度的自治权。然而，政府没有做出最终决定，格鲁吉亚政府宣布布尔什维克主导的南奥塞梯国家委员会为非法，并拒绝给予任何自治权。布尔什维克充分利用紧张局势和孟什维克的错误进一步加强了他们在奥赛梯人中的影响力。

## 后果
1921 年 2 月，许多奥赛梯人加入了红军，促使了格鲁吉亚丧失独立。1922 年 4 月，新成立的苏维埃格鲁吉亚政府奖励奥塞梯，建立了南奥塞梯自治州，该自治州不仅包括奥塞梯和格鲁吉亚-奥塞梯混合自治州，还包括纯格鲁吉亚村庄和茨欣瓦利，少数奥塞梯人在那里生活。
1. 1 2